# Cavtati-szigetek
Cavtati-szigetek (horvátul: Cavtatski otoci) egy lakatlan szigetcsoport Horvátországban, Dalmáciában, Dubrovnik-Neretva megyében, Cavtattól nyugatra.

## Leírása
A szigetcsoport a Mrkan- és Bobara-szigetből, valamint egy sor zátonyból Trava, Hljeb, Ražnjić, Mrkanac, Donji kamen stb. áll. A szigetek északnyugat-délkeleti irányban húzódnak. Réteges mészkőből épülnek fel. Partjuk a szárazföld felé néző oldalon lapos, a nyílt tenger felé pedig meredek. A garignak nevezett alacsony bozót és macchia borítja őket. A Mrkanon egy 1284-ből származó bencés kolostor romjai találhatók. A Cavtati-szigetek és a Župa-öbölben található Supetar-sziget 1975 óta védett ornitológiai rezervátum (területe 0,38 km²), amely a sárgalábú sirály fészkelőhelye.

## Éghajlata
A térség éghajlata mérsékelt. A terület éves átlagos hőmérséklete 15 ° C. A legmelegebb hónap a július, amikor az átlagos hőmérséklet 27 ° C, a leghidegebb pedig a február, 6 ° C-kal. Az átlagos éves csapadékmennyiség 2976 milliméter. A legcsapadékosabb hónap a február, átlagosan 436 mm csapadékkal, a legszárazabb pedig az augusztus, 87 mm csapadékkal.